# Ingrid Höglund
Ingrid Gunnel Margareta Höglund, ogift Callenberg, född 4 juni 1938 i Nybro kyrkobokföringsdistrikt i Kalmar län, är en svensk manusförfattare, bosatt i Stockholm. Hon har arbetat med produktioner som Goda grannar (1987) och Styckmordet (2005).
Ingrid Höglund är dotter till kommunalborgmästaren Ernst Callenberg och rödakorssystern Anna-Stina Broman.
Hon var gift första gången 1956–1974 med läkaren Göran Hambræus (1929–2014), med vilken hon fick barnen Per-Göran (född 1957), Anneli (född 1958), Carl (född 1964) och TV-journalisten Ulf Hambraeus (född 1966).
Andra gången var hon gift från 1974 till makens död med glaskonstnären Erik Höglund (1932–1998). Tillsammans med andre maken fick hon en son: fotografen Albin Höglund, med artistnamnet Albin Biblom (född 1975).

## Filmmanus
- Goda grannar (1987)
- Styckmordet (Berättelsen om en rättsskandal) (2005)